# Nebuloasă obscură

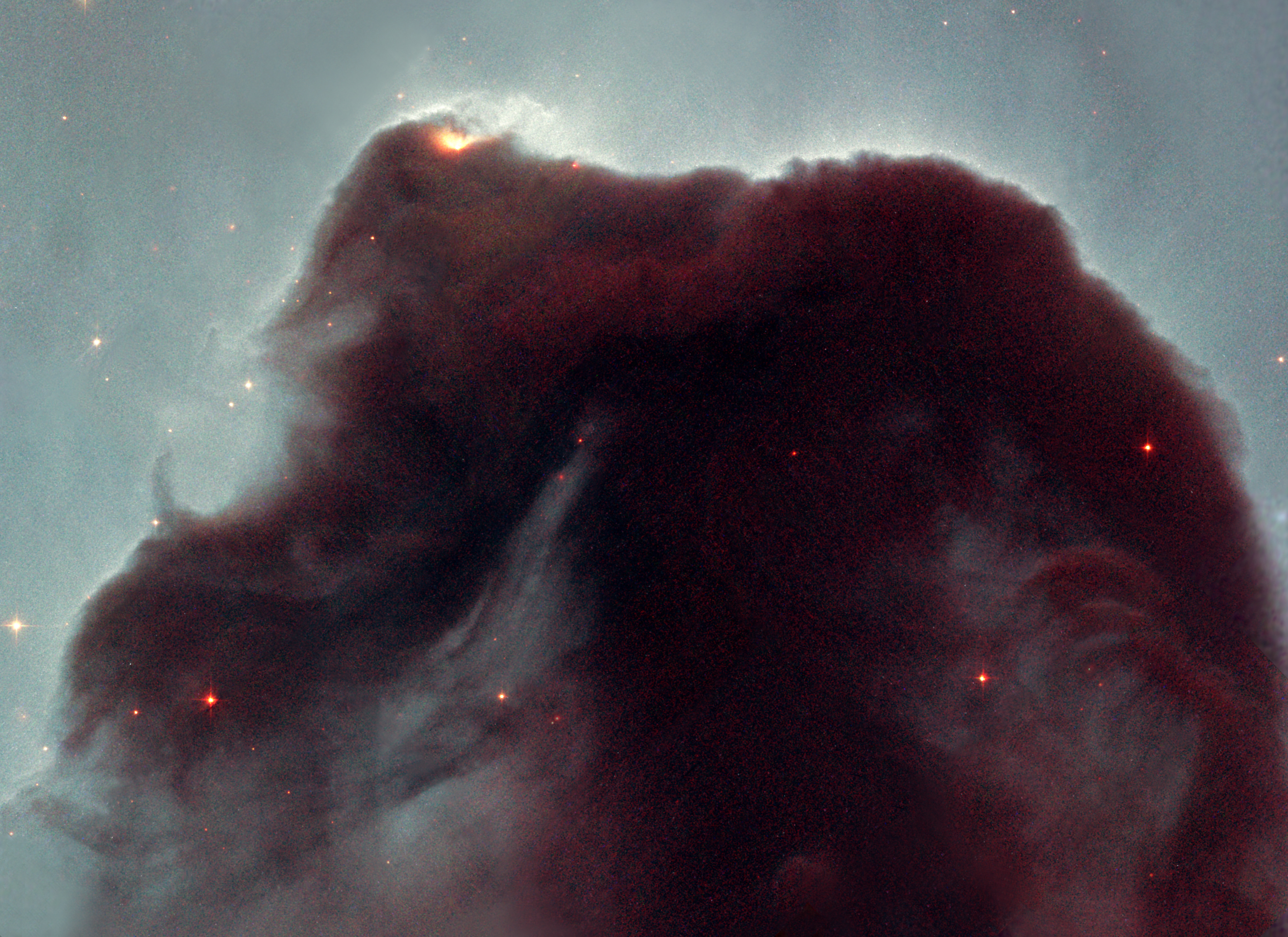
Nebuloasa Cap de Cal

În astronomie, nebuloasele obscure sau nebuloasele de absorbție sunt acele regiuni din spațiu în care materia interstelară este atât de concetrată încât absoarbe lumina stelelor sau a altori obiecte cerești aflate in spatele ei din direcția pământului